# Stadio Antonio Bianco
Lo stadio comunale Antonio Bianco, già stadio Lido San Giovanni, è un impianto sportivo situato nella città di Gallipoli (LE).
Principale impianto calcistico della città, è di proprietà del comune di Gallipoli ed ospita le gare interne dell'A.S.D. Città di Gallipoli e dell'A.S.D. Kalè Polis.
L'impianto, inaugurato nel 1969, inizialmente denominato Lido San Giovanni, venne ristrutturato una prima volta nel 1979, una seconda volta nel 1994, una terza nel 2005 e infine nel 2023.

## Storia
Lo stadio Antonio Bianco è una struttura situata vicino al mare, costruita nel 1969 per ospitare le partite della squadra cittadina, il Gallipoli, che in quella stagione militava nel campionato di Prima Categoria.
All'epoca l'impianto sportivo nacque come stadio Lido San Giovanni per la sua vicinanza allo stabilimento balneare che aveva il suo nome.
Nel 1979 l'impianto venne ristrutturato e rimodernato con la costruzione delle curve e l'ampliamento della gradinata di fronte alla tribuna centrale, che aumentò la capienza dell'impianto a circa 5 000 spettatori, al fine di renderlo agibile per ospitare le gare del campionato di Serie C2.
Lo stadio venne più volte chiuso per inagibilità e infine abbandonato. Nel 1994, anno in cui l'impianto fu ristrutturato una seconda volta, venne intitolato alla memoria di Antonio Bianco, trentatreenne gallipolino morto in un incidente stradale nel tragitto tra la costa algerina e l'albergo in cui risiedeva nel 1990.
Nel luglio 2003 iniziarono nuovi lavori di ammodernamento, terminati nell'ottobre 2004.
Il primo cambiamento interessò il terreno di gioco: vennero realizzati un impianto di illuminazione e acustico e un manto erboso di terza generazione in erba sintetica. Le vecchie reti di recinzione furono rimpiazzate da più moderni pannelli di vetro e vennero ridisegnati anche gli spogliatoi.
Nel 2005, anno al quale risale l'ultima ristrutturazione, la curva nord venne sostituita con una gradinata in ferro capace di ospitare 300 persone, la tribuna est fu suddivisa in settore ospiti (capienza di 1 000 spettatori) e in gradinata Prato (capienza di 1 000 spettatori).
Stante la non idoneità dello stadio Antonio Bianco per la disputa di partite di Serie B, nella stagione agonistica 2009-2010 il Gallipoli fu costretto a giocare le proprie gare interne del torneo cadetto allo stadio Via del mare di Lecce.
Con la retrocessione e il conseguente fallimento, il Gallipoli tornò a disputare le proprie gare casalinghe del campionato di Promozione nello stadio cittadino.
Nel mese di febbraio 2024 si sono conclusi i lavori per la sostituzione del manto erboso, con contestuale rifacimento di spogliatoi, impianto di illuminazione e ristrutturazione di curva e tribune.

## Spettacoli e concerti
- Vasco Rossi and Steve Rogers Band (18 agosto 1983)

## Dati tecnici
- Capienza: 4 368 posti
- Dimensioni: 108 × 63 m
- Terreno: erba sintetica
- Posti Tribuna Centrale: 1 193
- Posti Curva Sud: 997
- Posti Tribuna Est Ospiti: 949
- Posti Distinti Prato: 880
- Posti Curva Nord: 302
- Disabili: 22